# Nagels Verlag
Nagels Verlag ist ein Musikverlag für klassische Musik und gehört heute als Imprint zum Bärenreiter-Verlag, Kassel. Die bekannteste Reihe ist „Nagels Musik-Archiv“.
Die 1819 von Carl Bachmann in Hannover gegründete Musikalienhandlung mit angegliederter Leihanstalt, Notendruckerei und Musikinstrumentenhandel wurde 1835 von dem bis dahin geschäftsführenden (Georg Wilhelm) Adolph Nagel (1800–1873) als „Hofmusikalienhandlung Adolph Nagel“ übernommen.
Musikalienhandlung und Verlag wurden zunächst von seinem Sohn Theodor Georg Nagel (1836–1888) weitergeführt. Seine Kinder, Adolf und Elsbeth Nagel, verkauften die Musikalienhandlung und weite Teile des Verlagsgeschäfts, behielten aber in geringem Umfang die verlegerische Tätigkeit, wie die Edition des Choralbuchs der hannoverschen Landeskirche 1939, bei.
Die Musikalienhandlung ging ab 1898/1899 durch verschiedene Hände und wurde 1913 von dem Musikalienhändler Alfred Grensser (1884–1950) gekauft. Dieser nahm 1927 mit Nagels Musik-Archiv (Verlag Adolph Nagel) eine verlegerische Tätigkeit auf. Er stellte die Reihe in den Dienst der Jugendbewegung und erwarb sich hier insbesondere um die Wiederbelebung der Musik für Blockflöte Verdienste. Für die Spielausgaben aus dem 16. bis 19. Jahrhundert gewann er namhafte Musikwissenschaftler wie Hans-Joachim Moser oder Friedrich Blume als Herausgeber.
1941, nach dem Tod Adolf und Elsbeth Nagels, konnte der Verlag Adolph Nagel wieder mit Nagels Verlag vereint werden. Nach der vollständigen Zerstörung des Betriebs 1943 siedelte Grensser 1944 nach Celle über, wo nach seinem Tod 1950 die Witwe Ernestine Grensser die Geschäfte bis zur Übernahme des Verlags durch den Bärenreiter-Verlag 1952 leitete.
Das Profil des Verlags sowie die Reihe Nagels Musik-Archiv wurden beibehalten, in den 1950er-Jahren kam zeitweise mit Literatur für Männerchor ein neues Aufgabenfeld hinzu. Heute sind hauptsächlich kammermusikalische Spielmusik von Lorenzo Allegri, Carl Philipp Emanuel und Johann Christian Bach, Luigi Boccherini, Christoph Graupner und Georg Philipp Telemann erhältlich.